# 试飞员

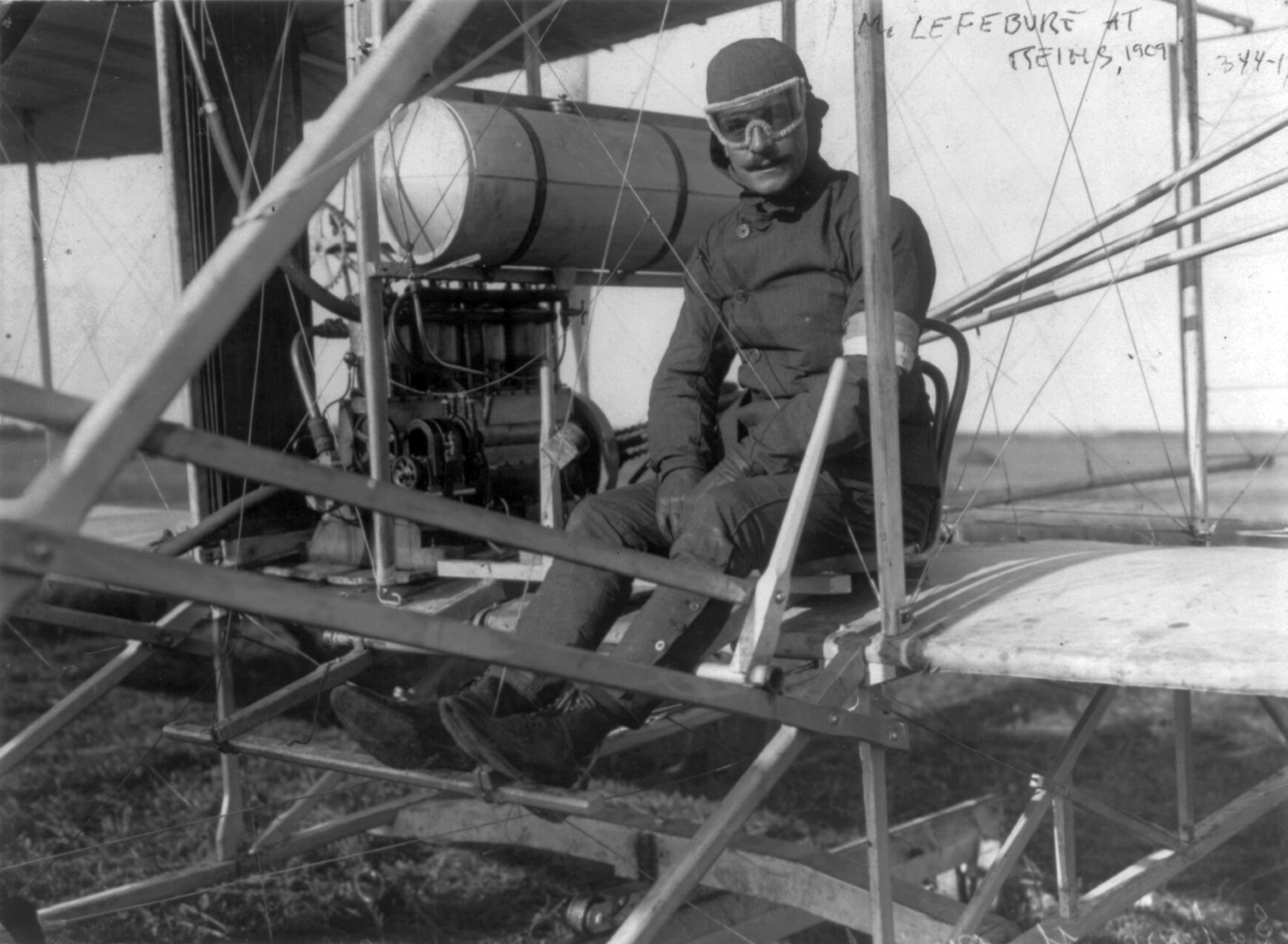
試飛員歐仁·勒菲弗，第一位在駕駛動力飛機時喪生的飛行員

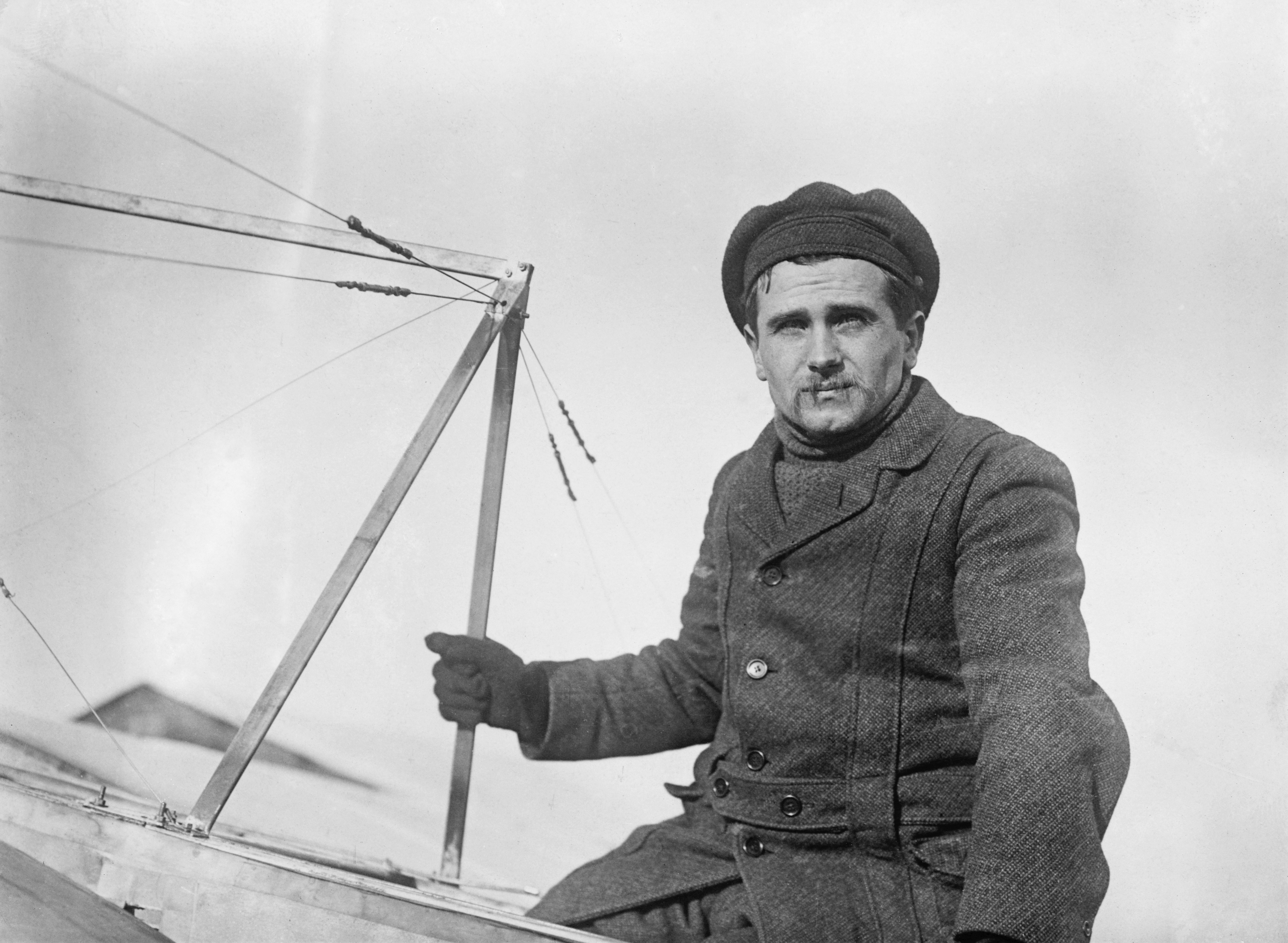
李昂·樂馬坦，世界上第一名試飛員

试飞员的工作是實際駕駛研发、评估和检验中的飞机。
测试一架飞机需要测试其在特殊情况下的机动性并进行记录。这样做的目的是确定被试飞的飞机的性能是否符合设计标准。试飞是检测一架新飞机或者对现有飞机的修改是否能胜任其飞行任务的关键步骤。
在1950年代，試飛員的死亡率高，平均每週都有一名試飛員死亡。在1960年代以后，由於航空技術的成熟、更佳的地面測試以及模擬實驗的導入，危險性已大幅降低。

## 资格
相較一般的飛行員，试飞员尚需有更多的能力，包括：
- 理解测试计划；
- 能够按照计划执行任务，在非常明确的情况下操作飞机；
- 仔细记录每一次试飞的结果；
- 对飞机的细微动作保持敏感，也就是在飞机出现异常情况时能够作出准确判断的能力；
- 能够在试飞期间飞机出现特殊情况时短时间内快速地解决问题；
- 能够在同一时间应付多个问题，因为这种情况在试飞过程中非常常见。

## 历史
试飞作为一项系统性的活动开始于第一次世界大战中英国的Royal Aircraft Establishment（RAE），整个二十年代，试飞活动在英国和美国分别由RAE和NACA（National Advisory Committee for Aeronautics ）所推动。50年代，NACA转变成NASA，在这些年里面，作为验证飞行器的操作性和稳定性的工作，试飞越来越参与很多科学研究领域。
世界上最古老的试飞员学校如今叫叫皇家试飞员学校，在英国皇家空军Boscombe Down。
在美国，“美国空军试飞员学校”位于愛德華空軍基地（Edwards Air Force Base）。“美国海军试飞员学校”位于马里兰州的帕圖森河海軍航空站（Naval Air Station Patuxent River）。

## 著名试飞员
- 尼爾·阿姆斯壯
- 约翰·格伦
- 查克·葉格
- 霍華德·休斯
- 艾倫·賓
- 哈尔·乔丹
- 皮特·康拉德
- 艾倫·雪帕德
- 艾德加·米切爾
- 詹姆斯·艾爾文
- 約翰·楊
- 查爾斯·杜克
- 尤金·塞爾南
- 艾琳·科林斯
- 弗拉基米尔·伊留申
- 下川萬兵衛
- 埃里希·瓦西茲
- 埃里克·布朗（英语：Eric Brown (pilot)）
- 伍克振
- 孫天勤